# Fundation SCP
La Fundació SCP és una organització fictícia, dedicada a la recerca de fenòmens paranormals. Pertany a l'univers de ficció col·laborativa registrat en el lloc web SCP. Dins de l'entorn de la pàgina, la Fundació SCP és la responsable de localitzar i contenir a individus, entitats, ubicacions i objectes que violen la llei natural (referits com SCP). La web és redactada per comunitats d'usuaris i inclou elements de diversos gèneres com ara horror, ciència-ficció i fantasia urbana. Les entrades inclouen procediments de contenció adequats per a les entitats paranormals que alberga la fundació, i relats curts sobre esdeveniments relacionats amb l'activitat que realitzen. També ha inspirat obres derivades, com ara el videojoc independent
SCP: Containment Breach.

## Información general
En el seu univers fictici, la Fundació SCP és una organització secreta amb l'objectiu de contenir i estudiar individus, entitats, llocs, objectes i fenòmens anòmals que desafien la llei natural (denominats com a "objectes SCP" o col·loquialment com "SCPs"). Si no es continguessin, els SCP representarien una amenaça per als humans o, almenys, per al sentit de la realitat i la normalitat de la humanitat.
La Fundació SCP manté "en secret" l'existència dels objectes SCP per a evitar un pànic massiu i permetre que la civilització humana funcioni normalment. Quan un SCP és descobert, la Fundació SCP desplega agents per a recol·lectar i transportar el *SCP a una instal·lació de la Fundació, o per a contenir-ho en la ubicació del descobriment si transportar-lo no és possible. Una vegada que els SCP són continguts, són estudiats per científics de la Fundació. Subjectes de prova adquirits per la Fundació (denominats com a "classe D") s'utilitzen per a interactuar amb els SCP perillosos a causa del perill que representen aquests SCP.
El personal de classe D està destinat a experimentació amb SCPs tant perillosos com desconeguts, ja que aquestes persones són criminals condemnats a mort, que normalment no tenen familiars que puguin notar que han desaparegut,  que se li proporcionen a la fundació amb destinació a l'experimentació.
La Fundació SCP manté documentació sobre tots els SCP sota la seva custòdia, aquesta pot incloure informes i arxius relacionats. Aquests documents descriuen als SCP i inclouen instruccions per a mantenir-los continguts de manera segura.
Les sigles signifiquen: Secure, Contain, Protect. Bàsicament: (Assegurar, Contenir, Protegir)

## Exemples de SCP’s
- SCP-096: És una criatura humanoide que mesura aproximadament 2,38 metres d'altura. El subjecte mostra molt poca massa muscular, l'anàlisi preliminar de la massa corporal suggereix de desnutrició lleu. Els braços estan totalment fora de proporció amb la resta del cos del subjecte, amb una longitud aproximada de 1,5 metres cadascuna. La pell, en la seva majoria, manca de pigmentació, i no hi ha indicis de cap borrissol corporal. Sol ser dòcil, però quan se li mira directament a la cara (o també a una foto del seu rostre), començarà a plorar per un període entre 1 i 2 minuts. Acabat això, s'aixecarà i començarà a córrer a qui li va observar el rostre per a matar-lo. Una vegada estigui en aquest estat, serà impossible parar-lo.

- SCP-173: Una escultura construïda de formigó i barres de reforç amb traços de pintura en aerosol marca Krylon. SCP-173 està animat i és extremadament hostil. L'objecte no es pot moure mentre estigui dins del camp de visió directa d'algú. El contacte visual cap a SCP-173 no s'ha de trencar en cap moment. Si en algun moment deixes de mirar-lo, et matarà trencant-te el coll.

- SCP-294: Una màquina expenedora de cafè que pot dispensar qualsevol cosa que faci o pugui existir en forma líquida, incloent, a vegades, conceptes abstractes. Independentment de les propietats de la substància triada, les copes de poliestirè de la màquina semblen no sofrir danys per les substàncies dispensades en elles.
- SCP-426: Soc una torradora a la qual només se'm pot fer referència en primera persona.
- SCP-999: Una criatura gelatinosa de color taronja semblant a la floridura de llim que fa olor similar al que sigui més reconfortant per a la persona amb la qual fa contacte. Té una personalitat amigable i se sap que indueix emocions positives en contacte amb humans i altres organismes. Per tant, a vegades és utilitzat com una eina per la Fundació SCP. Molts científics i membres de la Fundació SCP afirmen que SCP-999 és un fill del Rei Escarlata (SCP-001) i que un dia SCP-999 haurà crescut prou per a enfrontar-se al seu pare i derrotar-li segons una profecia antiga sobre una civilització que va haver-hi fa anys.
- SCP-049: És un humanoide d'aproximadament 1. 9 metres d'altura que s'assembla a un doctor de la pesta medieval. Encara que vesteix vestimentes i màscara pròpia d'aquesta professió, la seva anatomia sembla haver crescut a partir del seu cos amb el temps, fent difícil distingir el que hi ha sota. Malgrat això, els raigs X revelen una estructura esquelètica humanoide sota la seva capa externa. SCP-049 pot parlar diversos idiomes, preferint l'anglès o francès medieval. Encara que generalment és cooperatiu, pot tornar-se agressiu quan sent la presència de la "Pestilència", la qual és motiu de preocupació per a ell. SCP-049 ataca als individus afectats per la Pestilència, intentant matar-los amb un contacte directe de la pell. Després de matar-los, intenta realitzar una intervenció quirúrgica basta en els cadàvers, resultant en la creació de SCP-049-2: cadàvers reanimats amb habilitats motrius bàsiques i respostes agressives si són provocats. Malgrat les alteracions biològiques, SCP-049 considera que ha "curat" als subjectes.
- SCP-035:  És una màscara blanca de porcellana que pot canviar entre una expressió còmica i una de tragèdia. Allibera un líquid corrosiu i degeneratiu pels ulls i la boca que desintegra lentament qualsevol cosa que toca. Els qui són a prop senten un impuls de posar-la-hi i en fer-el, sofreixen mort cerebral i el subjecte assegura ser la consciència dins de la màscara. Els cossos dels qui són posseïts és momifican ràpidament. La màscara és intel·*ligent i ha proporcionat informació valuosa als investigadors, a més de demostrar ser manipuladora i sàdica, induint al suïcidi a alguns i influenciant psicològicament a uns altres. SCP-035 assegura tenir un profund coneixement de la ment humana i la capacitat de canviar la perspectiva de qualsevol.

## Estil d'escriptura
En la wiki de la Fundació SCP, la majoria de les obres són articles independents que diuen ser els «procediments especials de contenció» d'un determinat objecte SCP. En un article de procediment de contenció estàndard, a cada objecte SCP se li assigna un número d'identificació únic; ocasionalment els sub-números s'assignen a elements relacionats amb un objecte particular. Als diversos objectes SCP se'ls assigna una «classe d'objecte» basada en la dificultat de contenir al SCP.Ej: SAFE, EUCLID, KETER, EXPLAINED, JOKC, APPOLYON, THAUMIEL, NEUTRALIZED.
La documentació descriu procediments de contenció amb mesures de seguretat adequades, després descrivint l'objecte SCP en qüestió. A més, diverses imatges, dades de recerca o actualitzacions d'estat també es poden adjuntar al document. Els informes estan escrits en un to pseudocientífic i, sovint, «censuren» informació o dades privades. A partir d'abril de 2018, existeixen articles per a més de 3.700 objectes SCP; i amb freqüència s'agreguen nous articles.
Fins a la data, hi ha més de 8.000 objectes SCP documentats en la wiki.
La Fundació SCP conté diversos centenars de articulos, en els quals es parla sobre els SCP's, es descriuen tambien posa la forma de contencion i la dificultat de contencion i el numero del scp, de tant en tant al final posen un experiment o conversacion (en cas que el scp pugui parlar) amb doctors o Classe D.
El gènere ha estat descrit com a ciència-ficció, fantasia urbana i horror.

## Comunitat
La sèrie de la Fundació SCP es va originar en el fòrum «paranormal» /x/ de 4chan, on es va publicar el primer procediment especial de contenció, SCP-173, en 2007. Molts altres procediments especials de contenció van ser creats poc després, inspirats per SCP-173. Al gener de 2008, es va crear una wiki independent en el servei d'allotjament del lloc web EditThis per a mostrar els articles SCP. El lloc web EditThis no tenia moderadors ni la capacitat d'eliminar articles. Els membres es van comunicar a través de pàgines de discussió d'articles individuals i la placa /x/; el lloc web mancava d'un fòrum central de discussió. Al juliol de 2008, la sèrie de la Fundació SCP es va transferir al seu lloc web actual Wikidot.
El lloc web actual de Wikidot conté nombroses característiques estàndard de la wiki, com a cerques de paraules clau i llistes d'articles. La wiki també conté un centre de notícies, guies per a escriptors i un fòrum de discussió central. La wiki és moderada per equips de personal; cada equip és responsable d'una funció diferent, com a abast comunitari i disciplina. Els usuaris de Wikidot han d'enviar una sol·licitud abans que puguin publicar contingut. A cada article en la wiki se li assigna una pàgina de discussió, on els membres poden avaluar i proporcionar crítiques constructives sobre les històries enviades. Les pàgines de discussió són utilitzades sovint pels autors per a millorar les seves històries. Els membres també tenen la capacitat de «promocionar» els articles que els agraden i de «rebutjar» els articles que no els agraden; els articles que rebin massa rebutjos són eliminats. Els escriptors de The Daily Dot i Bustle han notat que el lloc web manté estrictes estàndards de control de qualitat, i que el contingut sub-menor tendeix a eliminar-se ràpidament.
El lloc web de Wikidot organitza habitualment concursos d'escriptura creativa per a encoratjar les presentacions. Per exemple, al novembre de 2014, la Fundació SCP va celebrar un «Concurs de distopia» en el qual s'encoratjava als seus membres a enviar escrits sobre la Fundació establerts en un món ombrívol o degradat.
The Wanderer's Library és un lloc web associat a la Fundació SCP. Està ambientat en el mateix univers que la Fundació SCP, però consisteix en històries fantàstiques en lloc d'informes científics. La Fundació SCP també manté un fòrum en Reddit i una comunitat de jocs de rol. A més de la comunitat original en anglès, existeixen dotze branques oficials de llengua estrangera.

## Recepció
La Fundació SCP ha rebut crítiques en gran part positives. Michelle Starr de CNET va elogiar la naturalesa esborronadora de la sèrie. Gavia Baker-Whitelaw, escrivint per a The Daily Dot, va elogiar l'originalitat de la Fundació SCP i la va descriure com «l'escriptura d'horror més singularment convincent en internet». Ella va assenyalar que els procediments especials de contenció rares vegades contenien gore gratuït. Més aviat, l'horror de la sèrie es va establir sovint a través de l'estil «pragmàtic» i «inexpressiu» dels informes, així com a través de la inclusió de detalls.
Alex Eichler, escrivint per a io9, va assenyalar que la sèrie tenia diferents nivells de qualitat i que alguns dels informes eren avorrits o repetitius. No obstant això, va elogiar a la Fundació SCP per no ser massa fosca, i per contenir informes més alegres. A més, va elogiar l'àmplia varietat de conceptes coberts en l'informe, i va assenyalar que la Fundació SCP contenia escrits que atrauria a tots els lectors.
Winston Cook-Wilson, escrivint per a Inverse, va comparar la Fundació SCP amb els escrits del mort autor estatunidenc H. P. Lovecraft. Igual que Lovecraft, els arxivaments de casos de la Fundació SCP generalment manquen de seqüències d'acció i estan escrits en un to pseudoacadèmic. Cook-Wilson va argumentar que tant les obres de Lovecraft com les de la Fundació SCP es van veure enfortides per les tensions entre el seu to científic desagafat i la naturalesa inquietant i horrorosa de les històries contades.
Bryan Alexander, escrivint en The New Digital Storytelling va declarar que la Fundació SCP és possiblement «l'assoliment més avançat de la narració wiki» a causa del procés a gran escala i recurrent a través del qual la base d'usuaris de la Fundació SCP crea contingut literari.

## Obres derivades
La Fundació SCP ha inspirat nombrosos videojocs independents., com el SCP: Containment Breach, un dels jocs més populars basats en la Fundació SCP, va ser llançat pel desenvolupador finlandès Joonas Rikkonen el 15 d'abril de 2012. El personatge del jugador és un personal de classe D de nom desconegut que intenta escapar d'una instal·lació de la Fundació després que diversos dels SCP continguts són alliberats durant una bretxa de contenció. El jugador ha d'evitar tant als guàrdies armats de la Fundació com als SCP escapats, El joc inclou una funció de parpelleig que fa que el jugador tancament els ulls i permeti que SCP-173 s'acosti. Actualment hi ha una adaptació cinematogràfica de SCP: Containment Breach que va sortir en Prime Vídeo el 27 d'octubre del 2023.
Altres videojocs inclouen a SCP-3008 (un planejat joc multijugador situat en SCP-3008) i SCP-087 (un joc de terror que involucra caminar sobre SCP-087).
A l'octubre de 2014, es va presentar una obra teatral titulada «Welcome to the Ethics Committee» en el teatre Smock Alley a Dublín. L'obra es va centrar en el comitè d'ètica de la Fundació SCP, un organisme que intenta limitar els procediments de contenció no ètics.
A mitjan 2016, el Glasgow New Music Expedition sota la direcció de Jessica Cottis va interpretar obres inspirades en la Fundació SCP en el desè aniversari d'un festival anual de música contemporània.